# Paratrichius obscurus
Paratrichius obscurus är en skalbaggsart som beskrevs av Ricchiardi 1993. Paratrichius obscurus ingår i släktet Paratrichius och familjen Cetoniidae. Inga underarter finns listade i Catalogue of Life.